# كوني فوكاي
كوني فوكاي (باليابانية: 深井 国) رسام ومانغاكا ياباني اسمه الحقيقي هو كونيماتسو فوكاي، ولد يوم 5 كانون الثاني 1935 في محافظة كاناغاوا، يوكوهاما.

## أعماله
- Kanashimi no Belladonna